# 布莱库尔
布莱库尔（法語：Blécourt，法語發音：[blekuʁ]）是法国上法蘭西大區北部省的一个市镇，属于康布雷区。

## 地理
布莱库尔（50°13'13"N, 3°12'49"E）面积3.58 平方千米，位于法国上法蘭西大區北部省，该省份为法国最北部的省份及最长的省份，西北濒北海，西接加来海峡省，南至埃纳省和索姆省，东与比利时接壤。
与布莱库尔接壤的市镇（或旧市镇、城区）包括：阿邦库尔、桑库尔、蒂卢瓦莱康布雷、邦蒂尼、屈维莱尔、拉米伊、萨伊莱康布雷。

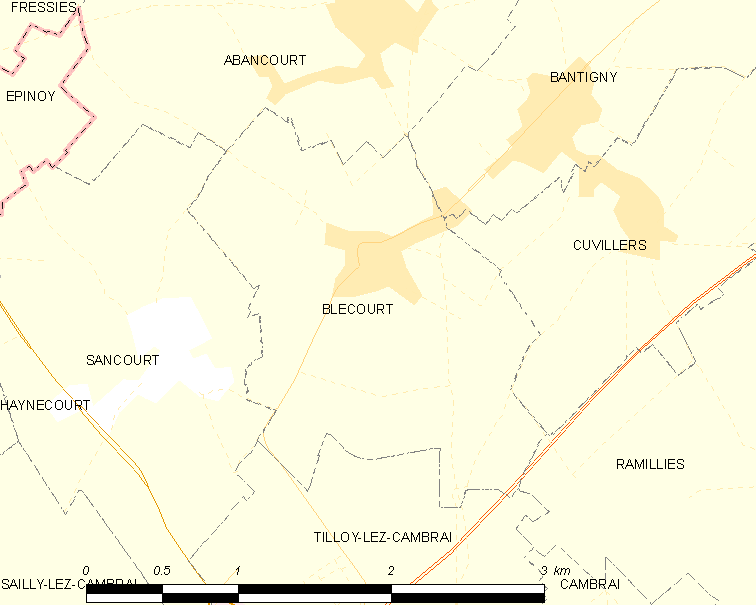
布莱库尔的OSM定位图

布莱库尔的时区为UTC+01:00、UTC+02:00（夏令时）。

## 行政
布莱库尔的邮政编码为59268，INSEE市镇编码为59085。

## 政治
布莱库尔所属的省级选区为康布雷县。

## 人口

1962-2008年间布莱库尔人口变化图示

布莱库尔于2022年1月1日时的人口数量为309人。